# Kalinda Sharma
Kalinda Sharma es un personaje de la serie de televisión de CBS The Good Wife, retratada por Archie Panjabi durante las primeras seis temporadas de la serie. Por su actuación, Panjabi recibió tres nominaciones al premio Emmy en horario estelar, ganando en 2010 y recibió una nominación al Globo de Oro.

## Antecedentes
Kalinda trabajó previamente para Peter Florrick (Chris Noth) durante tres años. La despidió después de acusarla de tener dos trabajos. Después de hacerse buena amiga, la esposa de Peter, Alicia Florrick (Julianna Margulies), descubre que Kalinda tuvo una aventura de una noche con Peter antes de conocer a Alicia, dañando su amistad; pero con el tiempo, los dos comienzan a reconciliarse. En la cuarta temporada, se revela que Kalinda tiene un marido abusivo y distanciado, Nick Saverese (interpretado por Marc Warren). Kalinda también crece románticamente con Cary Agos (Matt Czuchry). En la sexta temporada, intenta desesperadamente salvar a Cary de una acusación maliciosa por cargos relacionados con drogas mientras Alicia está ocupada postulándose para un cargo y, en un momento de desesperación, finge una violación de Brady a través de la piratería informática para que se retiren los cargos de Cary. Más tarde, cuando se descubre su engaño, se ve obligada a entregar al traficante de drogas Lemond Bishop (Mike Colter) a la oficina del fiscal del estado para evitar que Diane Lockhart (Christine Baranski) sea enjuiciada; Diane había utilizado, sin saberlo, las pruebas falsas en el tribunal. Para no ser encontrada por Bishop por entregarlo a la oficina del fiscal del estado, Kalinda desaparece por su propia seguridad.

## Personalidad
Kalinda es imperturbable, inescrutable, ferozmente privada y, en ocasiones, físicamente violenta. Es excepcionalmente buena en su trabajo, aunque sus tácticas no siempre son estrictamente legales. Ella es a menudo la clave para que el bufete gane un caso, por lo general en el último momento. Por lo general, no trabaja bien con los demás. Aunque Kalinda no deja que mucha gente se acerque a ella, se hace buena amiga de Alicia, con la ayuda de chupitos de tequila; y se siente protectora de Alicia. Kalinda tiene un punto de vista cínico y misántropo sobre el comportamiento humano. Ella es bisexual y tiene una serie de relaciones a lo largo del programa, principalmente con mujeres y a menudo porque ellas pueden ayudarla con un caso. Kalinda una vez afirmó que prefiere a las mujeres porque para ella, las mujeres son mejores amantes que los hombres para las mujeres entienden mejor sus necesidades y sentimientos. Se sabe muy poco sobre Kalinda cuando comienza la serie, y es increíblemente reservada sobre su pasado.

## Estilo
La moda de Kalinda juega un papel importante en su personaje. Como empleada de un prestigioso bufete de abogados, su vestimenta contrasta con la de los abogados, ya que es mucho más provocativa y nerviosa. La pieza de vestuario del personaje se ha convertido en un par de botas hasta la rodilla; el personaje inicialmente usaba zapatos de tacón, pero Panjabi sintió que las botas "la conectaban con el personaje". El personaje también se destaca por llevar muchas chaquetas de cuero que se ven a menudo en Burberry, Elie Tahari, Dolce & Gabbana y Prada. El personaje según el diseñador de vestuario tiene más de 60 chaquetas de cuero.